# 교황 갈리스토 2세
교황 갈리스토 2세(라틴어: Callistus PP. II, 이탈리아어: Papa Callisto II)는 제162대 교황(재위: 1119년 2월 2일 - 1124년 12월 13일)이다. 본명은 기(프랑스어: Gui)이다. 세속권력과의 상징적인 다툼이었던 서임권 투쟁을 1122년 황제 하인리히 5세와 맺은 보름스 협약을 통해 종결시켰다. 이를 통해 교회에 대한 황제의 권한을 축소시킬 수 있었다.

## 생애 초기
당대 유럽의 부유한 지도자들 가운데 한 사람이었던 기욤 1세 드 부르고뉴 백작의 넷째 아들로 태어난 기는 유럽의 지체 높은 귀족의 일원이었다. 그의 가문은 여러 귀족 가문과 연줄을 맺고 있었다. 그의 사촌 아르두이노는 이탈리아의 국왕이었으며, 누이 중 한 사람인 기셀라는 사보이 백작 훔베르트 2세와 혼인하였으며, 사별한 후에는 몽페라트의 레니에 1세와 재차 혼인하였다. 그리고 그의 또 다른 누이 마우드는 부르고뉴 공작 오도 1세와 혼인하였다. 남동생 부르고뉴의 레몽은 레온 왕국의 공주 우라카와 혼인하여, 훗날 레온의 국왕이 되는 알폰소 7세의 아버지가 되었다. 또한 또 다른 남자 형제 위그는 브장송의 대주교가 되었다.

## 비엔의 대주교
기가 본격적으로 역사 무대에 등장하기 시작한 것은 그가 1088년 비엔의 대주교에 서임되었을 때부터다. 당시 치열했던 서임권 투쟁에서 그는 교황을 적극 지지하는 입장에 속해 있었다. 교황 파스칼 2세가 신성 로마 제국 황제 하인리히 5세의 강압에 못 이겨 교황 그레고리오 7세가 그레고리오 개혁 과정에서 강력하게 주장했던 교황의 특권들 가운데 상당 부분을 포기하였다. 한편 1111년 교황이 황제의 서임권 특전을 승인했을 당시, 기는 프랑스에 갈 교황 특사로 임명되었다. 교황이 황제에게 양보했다는 소식에 교회 안팎에서 강력한 반발이 일어났으며, 특히 프랑스가 심했다. 1112년 소집된 라테라노 시노드에서는 기의 주도로 프랑스인 주교들이 황제의 특권 인정을 반대하였다.
기는 프랑스에서 돌아오자마자 프랑스 및 부르고뉴 주교들과 회합을 가져, 평신도의 서임권을 주장하는 황제의 요구는 이단적이라는 근거로 부정하였으며, 파스칼 2세에게서 서임권을 강탈하려고 한 그를 파문해야 한다고 의견을 모았다. 이들은 자신들의 의견을 파스칼 2세에게 전달하였으며, 이에 대한 응답으로 1112년 10월 20일 그들의 의견이 받아들여졌다.

## 교황
클뤼니에서 교황피선
파스칼 2세는 나중에 기를 추기경에 서임하기는 했지만, 하인리히 5세에 대한 그의 열성적인 반대 행위에 대해서는 그다지 좋게 생각하지는 않았던 것으로 보인다. 하인리히 5세와 전임 교황 젤라시오 2세(재위 1118-19)가 크게 충돌한 와중에 젤라시오 2세가 로마를 떠나 피신했다. 처음에 그는 자신이 즉위한 장소인 가에타로 갔다가 클뤼니 수도원으로 다시 옮겨서 그곳에서 1119년 1월 29일 선종하였다. 1119년 2월 2일 클뤼니에서 후임 교황으로 기가 선출되었다. 당시 교황 선출 장소에서는 아홉 명의 추기경만 참석했을 뿐, 대부분의 추기경들은 로마에 머물고 있었다. 기는 1119년 2월 9일 갈리스토 2세라는 이름으로 비엔에서 즉위하였다.
하인리히 5세와의 협상모색
새 교황은 처음에는 하인리히 5세와 평화적으로 협상을 모색하였으며, 이에 하인리히 5세 역시 스트라스부르에서 새 교황이 보낸 사절단을 환영하고 로마에 있는 대립교황에 대한 지지를 철회했다. 교황과 황제는 랭스 인근의 샤토드무송에서 만나기로 합의했으며, 그 해 10월 교황은 프랑스의 루이 6세 국왕이 참석한 가운데 프랑스의 영주 대다수와 4백 명이 넘는 주교 및 수도원장들과 함께 랭스에서 교회회의를 소집하였다. 하인리히 5세는 갈리스토 2세와 회담을 갖기 위해 샤토드무송을 방문하였다.
하인리히 5세를 파문하다
홀몸으로 올 것이라는 예상과는 달리 그는 3만 명 이상의 군대를 이끌고 왔다. 갈리스토 2세는 무력에 의한 협박으로 불리한 양보를 강요받을까봐 염려하여 랭스에 그대로 머물렀다. 그곳에서 갈리스토 2세는 사이가 소원해진 잉글랜드 국왕 헨리 1세와 노르망디 공작 로버트 2세 형제를 중재하려고 나섰지만, 별다른 소득 없이 끝나버렸다. 그리고 교회회의는 평신도의 서임권 행사를 포함하여 성직매매, 성직자의 축첩 행위에 대해 강도 높게 비판하며 이를 처벌하는 징계 규정들을 제정하는 등 일을 신속하게 처리해나갔다. 그리고 하인리히 5세가 기존의 입장을 전혀 철회할 생각을 하지 않자, 결국 1119년 10월 30일 하인리히 5세와 그가 추대한 대립교황을 엄숙하게 파문한다고 선언하였다.
로마입성
갈리스토 2세가 이탈리아로 돌아올 때, 로마에 있는 대립교황 그레고리오 8세는 신성 로마 제국의 군대 및 신성 로마 제국의 동맹군들의 지원을 받고 있었다. 하지만 갈리스토 2세는 민중의 지지를 받고 있었기 때문에 가까스로 대립교황에 대한 우위를 점할 수 있었다. 결국 황제가 추대한 대립교황은 수트리에 있는 요새로 피신하였으며, 나중에 그는 나폴리 왕국에서 온 노르만 군대에 의해 포로로 잡혔다. 죄수 신세가 된 그는 살레르노 인근으로 끌려가 갇혀 지냈으나, 나중에는 푸모에 있는 요새로 이감되었다. 로마에서 친황제 세력은 얼마 안 가 해체되었다.

## 유대인 보호
1120년 갈리스토 2세는 유대인들의 처우 개선과 관련해서 교황의 공식적인 입장인 교황 교서 《유대인과 같이》(Sicut Judaeis)를 발표하였다. 제1차 십자군 원정 이후 유럽에 거주하고 있는 유대인들에 대한 핍박은 5천 년이 넘는 세월 동안 지속되었다. 이러한 상황에서 발표된 교황의 교서는 이들 유대인들을 보호하기 위한 것으로서, 유대인들도 자유와 권리를 누릴 합법적인 지위를 보장해야 한다는 교황 그레고리오 1세의 가르침을 재차 반복한 것이었다. 교서에서 갈리스토 2세는 유대인들을 강제로 기독교로 개종시키는 것을 포함하여 그들에게 위해를 가하거나 재산 몰수 또는 그들의 종교적 기념일이나 축제를 방해하거나 그들의 묘지를 훼손하는 행위 등을 금지하며, 이를 위반할 경우 파문하겠다고 경고하였다.
이는 교황 알렉산데르 3세, 교황 첼레스티노 3세(1191-1198), 교황 인노첸시오 3세(1199), 교황 호노리오 3세(1216), 교황 그레고리오 9세(1235), 교황 인노첸시오 4세(1246), 교황 알렉산데르 4세(1255), 교황 우르바노 4세(1262), 교황 그레고리오 10세(1272 & 1274), 교황 니콜라오 3세, 교황 마르티노 4세(1281), 교황 호노리오 4세(1285-1287), 교황 니콜라오 4세(1288–92), 교황 클레멘스 6세(1348), 교황 우르바노 5세(1365), 교황 보니파시오 9세(1389), 교황 마르티노 5세(1422), 교황 니콜라오 5세(1447) 등 후임 교황들도 재차 확인하였다.

## 보름스 협약
이탈리아에서 교황의 권위를 다시 확립한 갈리스토 2세는 하인리히 5세와 서임권 문제를 재차 협상하기로 하였다. 하인리히 5세 역시 독일에서 황제의 권위를 떨어뜨리는 이 논쟁을 하루속히 끝내기를 원하였다. 그리하여 세 명의 추기경으로 구성된 교황의 사절단이 독일로 가서 1121년 뷔르츠부르크에서 서임권 분쟁을 완전히 종식시키기 위한 협상을 개시하였다. 회담장에서 양측은 서임권 분쟁 종식 선언은 독일에서 선포한다는 것을 비롯하여 교회의 재산권, 그리고 반란자들의 영토를 반환한다는 것 등을 합의하였다. 이 사항들은 갈리스토 2세에게 전달되었으며, 갈리스토 2세는 교황 특사 람베르트를 보름스에 파견하여 그곳에 소집될 시노드에 참석하도록 하였다. 그리하여 1122년 교회와 제국 간에 보름스 협약이 체결되었다. 이 협약에 따라, 황제는 주교 서임권을 포기하여 교회에서 주교를 자유롭게 서임할 수 있는 권리를 보장하였다. 협약에서 모든 주교는 서임받을 때 홀을 받아야 하며, 주교를 선출할 때는 황제나 그의 대리인이 참석한 가운데 실시하도록 하였다. 그리고 선출 과정에서 논란이 생길 경우 관구장 주교나 보좌 주교들이 의견을 모아 정당하게 새 주교를 선출해 이를 황제에게 알려 확인을 받도록 하였다. 더불어 주교는 축성되기 전에 독일에서 황제로부터 교구의 세속 재산을 받도록 한 점 등 교황 측에서 양보한 점 또한 적지 않았다. 교황령에서는 오직 교황만이 주교를 서임할 권한이 있었으며, 황제로부터 어떠한 간섭도 받지 않은 반면 부르고뉴와 이탈리아에서는 종종 주교로 성성된 직후 황제에 의한 서임식이 있곤 하였다. 그 결과, 황제는 이탈리아와 부르고뉴에서의 주교 서임과 관련해 많은 것을 포기했다. 하지만 적어도 독일 안에서만큼은 주교 서임권이 여전히 그의 손아귀에 있었다.

## 제1차 라테라노 공의회
보름스 협약의 이행을 확정하기 위해 갈리스토 2세는 1123년 3월 18일 제1차 라테라노 공의회를 소집했다. 공의회는 엄숙하게 보름스 협약 내용을 승인했으며, 여기에 성직매매와 성직자의 축첩 등의 범죄를 금지하고 징계하는 몇 가지 처벌조항을 통과하였다. 또한 중세기에 교회의 요청으로 특별한 날 또는 일정한 시기에 휴전하던 관습인 ‘하느님의 휴전’(Truga Dei)을 어기고 싸운 이들이나 교회 재산을 도둑질한 사람, 교회 문서를 위조한 자에 대해서도 처벌하는 조항이 통과되었다. 그리고 십자군 원정에 참여한 자들에게 허락한 대사를 재차 확인하였으며, 주교는 재속 사제 뿐만 아니라 교구 내의 수도 사제에 대해서도 재치권을 행사할 수 있음을 규정하였다.

## 말년과 죽음
갈리스토 2세는 재임 말년에 캄파냐에 대한 교황의 통치력을 재확립한 동시에 오랫동안 분쟁거리였던 아를 교구에 대한 비엔 교구의 우위권을 확립하는데 전념하였다. 또한 그는 로마의 산타 마리아 인 코스메딘 성당을 재건하였다.
갈리스토 2세는 1124년 12월 13일 선종하였다.